# Atyria alcidamea
Atyria alcidamea är en fjärilsart som beskrevs av Druce 1890. Atyria alcidamea ingår i släktet Atyria och familjen mätare. Inga underarter finns listade i Catalogue of Life.